# Claudine Schmid
Pour les articles homonymes, voir Schmid.
Claudine Schmid, née Deprez le 13 septembre 1955 à Saint-Julien-en-Genevois en France, est une femme politique franco-suisse.
Elle est députée la 6e circonscription des Français établis hors de France (Suisse et Liechtenstein) pendant la XIVe législature de 2012 à 2017.

## Biographie
Claudine Schmid (née Claudine Deprez) est née le 13 septembre 1955 à Saint-Julien-en-Genevois (Haute-Savoie). Assistante de direction à la Banque de Paris et des Pays-Bas entre 1974 et 1985 (aujourd'hui BNP-Paribas), elle met entre parenthèses sa carrière pendant une dizaine d'années pour se consacrer à sa famille[réf. nécessaire].
Claudine Schmid occupe plusieurs fonctions au sein de l'Union des Français de l'étranger et de l'Assemblée des Français de l'étranger avant d'être élue députée[réf. nécessaire].
Elle est élue en 2000, sur la liste de l'Union pour un Mouvement Populaire (UMP), conseiller à l'Assemblée des Français de l'étranger pour la Suisse et la Principauté du Liechtenstein. Elle est réélue en 2006.
Claudine Schmid devient en 1999 Présidente de l'Union des Français de l'étranger, représentation de Zurich, (Est de la Suisse, Tessin et Liechtenstein) poste qu'elle occupe jusqu'en 2012. De 2004 à 2012 elle est Vice-Présidente de l'Union des Français de l'Étranger-Monde. En juin 2017, elle est cooptée administratrice.
D'octobre 2009 à 2011, elle est Présidente de l'Union des Français de l’étranger et Français de Suisse, après l'avoir déjà été de 1999 à 2001.
Le 4 juin 2017, lors du premier tour des élections législatives, elle obtient 15,68 % des voix, contre 63,21 % pour son concurrent Joachim Son-Forget investi par La République en marche. Lors du second tour le 18 juin 2017, avec un taux d'abstention de 81 %, elle est battue par ce dernier avec 74 % contre 26 % des voix.

## Décorations honorifiques
- Chevalier de la Légion d'honneur (J.O. du 14 juillet 2005)[6]
- Officier de l’ordre national du Mérite (J.O. du 15 mai 2011)